# Pro Bowl 2022
Match précédent Match suivant
Le Pro Bowl 2022 est le match des étoiles de football américain se jouant après la saison 2021 de la National Football League (NFL).
La rencontre se joue le 6 février 2022 à l'Allegiant Stadium de Las Vegas.

## Équipe AFC
Le joueur doit accepter l'invitation à être remplaçant pour apparaître dans les listes. Celui qui refuse l'invitation n'est pas considéré comme Pro Bowler.
- En GRAS les sélectionné ayant joué lors du Pro Bowl ;
- C  = le joueur a été sélectionné comme capitaine ;
- a  = Sélectionné comme remplaçant à la suite d'une blessure ou d'une place vacante ;
- b  = Blessé/joueur suspendu - sélectionné mais n'a pas participé ;
- c  = Remplacement du titulaire - sélectionné comme réserve ;
- d  = Sélectionné mais n'a pas joué car son équipe participait au Super Bowl LVI ;
- e  = Sélectionné mais ayant choisi de ne pas participer.

### Attaque
| Position         | Titulaires                                               | Réserve(s)                                             | Remplaçant(s)                                                   |
| ---------------- | -------------------------------------------------------- | ------------------------------------------------------ | --------------------------------------------------------------- |
| Quarterback      | 10 Justin Herbert, Chargers                              | 15 Patrick Mahomes, Chiefs 8 Lamar Jackson, Ravens [b] | 10 Mac Jones, Patriots [a]                                      |
| Running back     | 28 Jonathan Taylor, Colts                                | 24 Nick Chubb, Browns 28 Joe Mixon, Bengals [d]        | 22 Najee Harris, Steelers [a]                                   |
| Fullback         | 42 Patrick Ricard, Ravens                                |                                                        |                                                                 |
| Wide receiver    | 10 Tyreek Hill, Chiefs 1 Ja'Marr Chase, Bengals [d]      | 14 Stefon Diggs, Bills 13 Keenan Allen, Chargers [b]   | 13 Hunter Renfrow, Raiders [a] 18 Diontae Johnson, Steelers [a] |
| Tight end        | 89 Mark Andrews, Ravens                                  | 87 Travis Kelce, Chiefs                                |                                                                 |
| Offensive tackle | 70 Rashawn Slater, Chargers 57 Orlando Brown Jr., Chiefs | 73 Dion Dawkins, Bills                                 |                                                                 |
| Offensive guard  | 56 Quenton Nelson, Colts [b] 75 Joel Bitonio, Browns     | 77 Wyatt Teller, Browns                                | 76 Rodger Saffold, Titans [a]                                   |
| Center           | 63 Corey Linsley, Chargers                               | 78 Ryan Kelly, Colts                                   |                                                                 |

### Défense
| Position           | Titulaires                                            | Réserve(s)                                   | Remplaçant(s)                  |
| ------------------ | ----------------------------------------------------- | -------------------------------------------- | ------------------------------ |
| Defensive end      | 95 Myles Garrett, Browns 98 Maxx Crosby, Raiders      | 91 Trey Hendrickson, Bengals [d]             | 55 Frank Clark, Chiefs [a]     |
| Defensive tackle   | 99 DeForest Buckner, Colts 95 Chris Jones, Chiefs [b] | 97 Cameron Heyward, Steelers                 | 98 Jeffery Simmons, Titans [a] |
| Outside linebacker | 90 T. J. Watt, Steelers 97 Joey Bosa, Chargers [b]    | 9 Matthew Judon, Patriots                    | 58 Harold Landry, Titans [a]   |
| Inside linebacker  | 53 Darius Leonard, Colts                              | 52 Denzel Perryman, Raiders                  |                                |
| Cornerback         | 27 J. C. Jackson, Patriots 25 Xavien Howard, Dolphins | 21 Denzel Ward, Browns 23 Kenny Moore, Colts |                                |
| Free safety        | 31 Kevin Byard, Titans                                |                                              |                                |
| Strong safety      | 33 Derwin James, Chargers                             | 32 Tyrann Mathieu, Chiefs [C]                |                                |

### Équipes spéciales
| Position           | Titulaires                  | Réserve(s) |
| ------------------ | --------------------------- | ---------- |
| Punter             | 6 A. J. Cole III, Raiders   |            |
| Kicker             | 9 Justin Tucker, Ravens     |            |
| Kick Returner      | 13 Devin Duvernay, Ravens   |            |
| Équipiers spéciaux | 18 Matthew Slater, Patriots |            |
| Long snapper       | 46 Luke Rhodes, Colts       |            |

## Équipe NFC
Le joueur doit accepter l'invitation à être remplaçant pour apparaître dans les listes. Celui qui refuse l'invitation n'est pas considéré comme Pro Bowler.
Le joueur doit accepter l'invitation à être remplaçant pour apparaître dans les listes. Celui qui refuse l'invitation n'est pas considéré comme Pro Bowler.
- En GRAS les sélectionné ayant joué lors du Pro Bowl.
- C  = le joueur a été sélectionné comme capitaine.
- a  = Sélectionné comme remplaçant à la suite d'une blessure ou d'une place vacante ;
- b  = Blessé/joueur suspendu - sélectionné mais n'a pas participé ;
- c  = Remplacement du titulaire - sélectionné comme réserve ;
- d  = Sélectionné mais n'a pas joué car son équipe participait au Super Bowl LVI ;
- e  = Sélectionné mais ayant choisi de ne pas participer ;
- f  = Sélectionné comme titulaire mais a cédé son poste.

### Attaque
| Position         | Titulaires                                                     | Réserve(s)                                             | Remplaçant(s)                                                                                |
| ---------------- | -------------------------------------------------------------- | ------------------------------------------------------ | -------------------------------------------------------------------------------------------- |
| Quarterback      | 12 Aaron Rodgers, Packers [b]                                  | 12 Tom Brady, Buccaneers [f] 1 Kyler Murray, Cardinals | 8 Kirk Cousins, Vikings [a] 3 Russell Wilson, Seahawks [a]                                   |
| Running back     | 33 Dalvin Cook, Vikings                                        | 6 James Conner, Cardinals 41 Alvin Kamara, Saints      |                                                                                              |
| Fullback         | 44 Kyle Juszczyk, 49ers                                        |                                                        |                                                                                              |
| Wide receiver    | 10 Cooper Kupp, Rams [d] 17 Davante Adams, Packers [b]         | 18 Justin Jefferson, Vikings 19 Deebo Samuel, 49ers    | 13 Mike Evans, Buccaneers [a] 88 CeeDee Lamb, Cowboys [a]                                    |
| Tight end        | 85 George Kittle, 49ers                                        | 8 Kyle Pitts, Falcons                                  |                                                                                              |
| Offensive tackle | 71 Trent Williams, 49ers [b] 78 Tristan Wirfs, Buccaneers [b]  | 77 Tyron Smith, Cowboys [b]                            | 76 Duane Brown, Seahawks [a] 75 Brian O'Neill, Vikings [a] 74 D. J. Humphries, Cardinals [a] |
| Offensive guard  | 70 Zack Martin, Cowboys [b] 75 Brandon Scherff, Washington [b] | 74 Ali Marpet, Buccaneers                              | 73 Jonah Jackson, Lions [a] 75 Laken Tomlinson (en), 49ers [a]                               |
| Center           | 62 Jason Kelce, Eagles [b]                                     | 66 Ryan Jensen, Buccaneers                             | 50 Alex Mack, 49ers [a]                                                                      |

### Défense
| Position           | Titulaires                                              | Réserve(s)                                         | Remplaçant(s)                                             |
| ------------------ | ------------------------------------------------------- | -------------------------------------------------- | --------------------------------------------------------- |
| Defensive end      | 97 Nick Bosa, 49ers [b] 53 Brian Burns, Panthers        | 94 Cameron Jordan, Saints                          | 94 Josh Sweat, Eagles [a]                                 |
| Defensive tackle   | 99 Aaron Donald, Rams [d] 93 Jonathan Allen, Washington | 97 Kenny Clark, Packers [b]                        | 97 Javon Hargrave, Eagles [a] 50 Vita Vea, Buccaneers [a] |
| Outside linebacker | 55 Chandler Jones, Cardinals 94 Robert Quinn, Bears     | 58 Shaquil Barrett, Buccaneers                     |                                                           |
| Inside linebacker  | 11 Micah Parsons, Cowboys                               | 54 Bobby Wagner, Seahawks [b]                      | 45 Devin White, Buccaneers [a]                            |
| Cornerback         | 7 Trevon Diggs, Cowboys 5 Jalen Ramsey, Rams [d]        | 2 Darius Slay, Eagles 23 Marshon Lattimore, Saints | 9 Stephon Gilmore, Panthers [a]                           |
| Free safety        | 6 Quandre Diggs, Seahawks [b]                           |                                                    | 31 Antoine Winfield Jr., Buccaneers [a]                   |
| Strong safety      | 3 Budda Baker, Cardinals                                | 22 Harrison Smith, Vikings                         |                                                           |

### Équipes spéciales
| Position           | Titulaires                   | Réserve(s)                 |
| ------------------ | ---------------------------- | -------------------------- |
| Punter             | 5 Bryan Anger (en), Cowboys  |                            |
| Kicker             | 8 Matt Gay, Rams [d]         | 4 Jake Elliott, Eagles [a] |
| Kick Returner      | 17 Jakeem Grant, Bears       |                            |
| Équipiers spéciaux | 48 J. T. Gray, Saints        |                            |
| Long snapper       | 47 Josh Harris (en), Falcons |                            |

## Nombre de sélections par franchise
| Équipes                            | Nb. |
| ---------------------------------- | --- |
| Ravens de Baltimore                | 5   |
| Bills de Buffalo                   | 2   |
| Bengals de Cincinnati              | 3   |
| Browns de Cleveland                | 5   |
| Broncos de Denver                  | 0   |
| Texans de Houston                  | 0   |
| Colts d'Indianapolis               | 7   |
| Jaguars de Jacksonville            | 0   |
| Chiefs de Kansas City              | 6   |
| Raiders de Las Vegas               | 4   |
| Chargers de Los Angeles            | 6   |
| Dolphins de Miami                  | 1   |
| Patriots de la Nouvelle-Angleterre | 4   |
| Jets de New York                   | 0   |
| Steelers de Pittsburgh             | 4   |
| Titans du Tennessee                | 4   |

| Équipes                       | Nb. |
| ----------------------------- | --- |
| Cardinals de l'Arizona        | 4   |
| Falcons d'Atlanta             | 2   |
| Panthers de la Caroline       | 2   |
| Bears de Chicago              | 2   |
| Cowboys de Dallas             | 6   |
| Lions de Détroit              | 1   |
| Packers de Green Bay          | 3   |
| Rams de Los Angeles           | 4   |
| Vikings du Minnesota          | 5   |
| Saints de La Nouvelle-Orléans | 4   |
| Giants de New York            | 0   |
| Eagles de Philadelphie        | 5   |
| 49ers de San Francisco        | 7   |
| Seahawks de Seattle           | 4   |
| Buccaneers de Tampa Bay       | 9   |
| Washington Football Team      | 2   |